# 페이시스
페이시스(Faces)는 1969년 런던에서 결성된 영국의 록 밴드이다. 이들은 스몰 페이시스의 멤버들이 보컬 겸 기타리스트 스티브 메리어트가 떠나 험블 파이를 결성한 후에 결성되었다. 기존의 스몰 페이시스 멤버인 이언 맥라건 (키보드), 로니 레인 (베이스, 보컬), 케니 존스 (드럼 및 퍼커션)에 제프 벡 그룹 출신 기타리스트 로니 우드와 보컬리스트 로드 스튜어트가 합류하면서 새로운 라인업이 페이시스로 개명되었다.
이 그룹은 독특한 구성 방식을 가지고 있었는데, 로드 스튜어트가 밴드에 합류하기 직전 머큐리 레이블과 별도의 솔로 음반 계약을 체결했고, 밴드는 워너 브라더스와 계약되어 있었다. 밴드 멤버들은 종종 세션 연주자로서 스튜어트의 솔로 음반에 참여했으며, 당시 페이시스의 라이브 공연에서는 밴드의 곡만큼이나 스튜어트의 솔로 곡들이 연주되었다. 이로 인해 밴드가 점차 스튜어트의 '백업 밴드'로 여겨지게 되었고, 이는 이후 멤버들 간의 긴장감을 불러일으켰다. 이 그룹에는 단일한 주요 작곡자가 없었으며, 초창기부터 모든 멤버들이 함께 협력하여 각 음반에 수록할 곡들을 만들었다. 스튜어트와 우드는 주로 듀오로 함께 곡을 썼고, 레인과 우드도 마찬가지로 자주 함께 작업했으며, 레인은 일반적으로 음반마다 최소 한 곡 이상의 단독 작곡을 맡았다. 스튜어트가 주된 리드 보컬이었지만, 레인과 우드도 여러 곡에서 리드 보컬을 맡았으며, 레인은 특히 자신의 단독 작곡 곡에서 리드 보컬을 맡는 경우가 많았다. 이들의 초기 두 음반인 《First Step》 (1970년)과 《Long Player》 (1971년)에는 히트 싱글이 없었지만, 1971년의 세 번째 음반 《A Nod Is As Good As a Wink... to a Blind Horse》는 스튜어트의 솔로 활동 성공에 힘입어 전 세계적으로 히트를 기록했으며, 영국 음반 차트 2위, 미국 빌보드 200 차트 6위를 기록하였다. 이 음반에서는 밴드의 첫 히트 싱글인 〈Stay with Me〉가 나왔다.